# Louie (репер)
Хван Мун Соб (кор. 황문섭, нар. 30 квітня 1990, Андон, Південна Корея), більш відомий під своїм сценічним псевдонімом Louie (кор. 루이, укр. Луї), — південнокорейський репер і учасник дуету Geeks. 27 березня 2014 року він випустив свій перший альбом Inspiration.

## Особисте життя
Луї одружився зі співачкою Ю Сон Ин 11 липня 2021 року.

## Дискографія

### Студійні альбоми
| Назва                   | Деталі альбому | Пікові позиції у чартах | Продажі               |
| Назва                   | Деталі альбому | KOR                     | Продажі               |
| ----------------------- | --- | ----------------------- | --------------------- |
| Hwang Mun-seob (황문섭) | - Реліз: 22 квітня 2016 - Лейбл: How Entertainment, Grandline Entertainment, LOEN Entertainment - Формат: CD, цифрове завантаження | 37                      | - Південна Корея: 423 |

### Мініальбоми
| Назва              | Деталі альбому | Пікові позиції у чартах | Продажі               |
| Назва              | Деталі альбому | KOR                     | Продажі               |
| ------------------ | --- | ----------------------- | --------------------- |
| Inspiration (영감) | - Реліз: 27 березня 2014 - Лейбл: WA Entertainment, Grandline Entertainment, LOEN Entertainment - Формат: CD, цифрове завантаження | 31                      | - Південна Корея: 558 |

### Сингли
| Назва                                                                            | Рік                    | Пікові позиції у чартах | Продажі (DL)              | Альбом                 |
| Назва                                                                            | Рік                    | KOR                     | Продажі (DL)              | Альбом                 |
| Як головний виконавець                                                           | Як головний виконавець | Як головний виконавець  | Як головний виконавець    | Як головний виконавець |
| -------------------------------------------------------------------------------- | ---------------------- | ----------------------- | ------------------------- | ---------------------- |
| «At This Time» (이 시간에) з Ю Сон Ин, Young Luffy                               | 2013                   | 18                      | - Південна Корея: 169,454 | Inspiration            |
| «Where You At» з Young Luffy                                                     | 2014                   | 60                      | - Південна Корея: 51,920  | Inspiration            |
| «Side Mirror Girl» (사이드미러걸) з Sanchez                                      | 2014                   | 16                      | - Південна Корея: 219,238 | Inspiration            |
| «Just Go» (그냥가요) з Wheein                                                    | 2015                   | 25                      | - Південна Корея: 96,630  | Сингл без альбому      |
| «Wings» (날개) з Ю Сон Ин, Ryno                                                  | 2016                   | —                       | Н/Д                       | Hwang Mun-seob         |
| «Shadow» (그림자) з Kwon Soon-il                                                 | 2016                   | 53                      | - Південна Корея: 37,691  | Hwang Mun-seob         |
| «On the Four Lane Road» (사차선도로) з Yook Sung-jae                             | 2016                   | —                       | - Південна Корея: 24,311  | Hwang Mun-seob         |
| Колаборації                                                                      |                        |                         |                           |                        |
| «Your Face» (니 얼굴) з Lee Hyun-woo                                             | 2016                   | 54                      | - Південна Корея: 33,201  | Сингли поза альбомом   |
| «Monitor Girl» (너에게만) з Soyou                                                | 2017                   | —                       | Н/Д                       | Сингли поза альбомом   |
| Саундтреки                                                                       |                        |                         |                           |                        |
| «Airplane» (비행기) з Hayana                                                     | 2017                   | —                       | Н/Д                       | Manhole OST            |
| «YOLO»                                                                           | 2017                   | —                       | Н/Д                       | Hip Hop Teacher OST    |
| «Walk» з Go Young Bae (Soran) та Froom                                           | 2019                   | —                       | Н/Д                       | My Secretary Life OST  |
| «—» релізи, що не потрапили у чарти або не були випущені у відповідних регіонах. |                        |                         |                           |                        |

## Фільмографія
| Year | Title               | Network | Notes                                   |
| ---- | ------------------- | ------- | --------------------------------------- |
| 2020 | King of Mask Singer | MBC     | Contestant as «Memil-muk» (episode 283) |